# Janice Mason
Janice Mason (Edmonton, 23 de noviembre de 1959) es una deportista canadiense que compitió en remo. Ganó dos medallas en el Campeonato Mundial de Remo, bronce en 1982 y oro en 1987.

## Palmarés internacional
| Campeonato Mundial | Campeonato Mundial     | Campeonato Mundial | Campeonato Mundial |
| Año                | Lugar                  | Medalla            | Prueba             |
| ------------------ | ---------------------- | ------------------ | ------------------ |
| 1982               | Lucerna (Suiza)        | Medalla de bronce  | Doble scull        |
| 1987               | Copenhague (Dinamarca) | Medalla de oro     | Doble scull ligero |